# Sorbitolsirap
Sorbitolsirap är sorbitol i flytande form. Vätskan är trögflytande.
Sorbitolsirap är ett sötningsmedel och används som ersättning för vanlig sirap. Det har E-nummer 420 (samma som sorbitol).